# Spancall
『Spancall』（スパンコール）は、宮本佳林の2枚目のオリジナルアルバム。2024年5月22日にアップフロントワークス（hachamaレーベル）から発売。

## 概要
発売形態
- 初回生産限定盤・通常盤の2形態でリリース。
- 初回生産限定盤には「宮本佳林 LIVE 2023秋〜Hello! Brand new me〜」10月7日・Zepp DiverCity公演を収録したBlu-ray Discが付属。

## 収録曲

### CD（全盤共通）
1. ポラリス・コンパス (4:22)
  - 作詞: 児玉雨子、作曲: 依田伸隆、編曲: 荒幡亮平
2. ソリスト・ダンス (4:24)
  - 作詞: 西野蒟蒻、作曲: Shusui/ヒロイズム、編曲: ヒロイズム
3. バンビーナ・バンビーノ (4:12)
  - 作詞: 西野蒟蒻、作曲: 渡辺和紀、編曲: 戸嶋友祐
4. アンフェアな事情 (2:48)
  - 作詞: 常楽寺澪、作曲: ArmySlick/YUU for YOU/Yu-ki Kokubo、編曲: ArmySlick/YUU for YOU
5. BAD (2:57)
  - 作詞: 常楽寺澪、作曲: 石黑剛/常楽寺澪、編曲: 石黑剛
6. レインステーション (3:23)
  - 作詞: 西野蒟蒻、作曲: Karrinator/Suhyun Kim、編曲: Karrinator
7. Love Gravity (4:20)
  - 作詞: 春和文、作曲: Shusui/ha-j、編曲: ha-j
8. パラレルハート (4:07)
  - 作詞・作曲・編曲: ヘリP/下野隼
9. Lonely Bus (3:23)
  - 作詞: 大森祥子、作曲: 星部ショウ、編曲: 大久保薫
10. C\C（シンデレラ\コンプレックス）'24 宮本佳林 Solo Ver. (3:53)
  - 作詞・作曲: つんく、編曲: 戸嶋友祐
11. ヴァンパイア (2:59)
  - 作詞・作曲: DECO*27、編曲: 戸嶋友祐
12. 愛しあわなきゃもったいない!  (4:07)
  - 作詞: 敬也 -amazuti-、作曲・編曲: 渡辺未来
13. Beautiful Song (4:12)
  - 作詞: 大森祥子、作曲: YUU for YOU/Ryosuke Matsuzaki、編曲: YUU for YOU

### 初回生産限定盤 Blu-ray「宮本佳林 LIVE 2023秋〜Hello! Brand new me〜」
1. OPENING
2. バンビーナ・バンビーノ
3. BAD
4. MC
5. カリーナノッテ
6. 最高視感度
7. 兎tocome
8. リバース
9. カリーナノッテ polaris mix
10. Beautiful Song
11. 氷点下
12. 天まで登れ!
13. 少女K
14. Lonely Bus
15. イイオンナごっこ
16. MC
17. ズキュンLOVE
18. ミニモニ。ジャンケンぴょん!
19. ガタメキラ
20. 有頂天LOVE
21. ロマンスの途中
22. 私が言う前に抱きしめなきゃね
23. 大人の事情
24. 愛のダイビング
25. 銀色のテレパシー
26. プラトニック・プラネット
27. Wonderful World
28. どうして僕らにはやる気がないのか(2021)
29. 自分ファースト
30. ソリスト・ダンス
31. 夜明けまでのララバイ
32. 私がオバさんになっても【ENCORE】
33. パラレルハート【ENCORE】
34. MC【ENCORE】
35. なんてったって I Love You【ENCORE】

特典映像
1. 「Spancall」ジャケット撮影メイキング映像